# Mistrzostwa Europy w Szermierce 2016
Mistrzostwa Europy w Szermierce 2016 – 29. edycja mistrzostw odbyła się w hali Arena Toruń w Toruniu w dniach 20-25 czerwca 2016 roku.

## Klasyfikacja medalowa
| Lp. | Państwo         | złoto | srebro | brąz | Razem |
| --- | --------------- | ----- | ------ | ---- | ----- |
| 1   | Rosja           | 6     | 1      | 3    | 10    |
| 2   | Francja         | 2     | 4      | 3    | 9     |
| 3   | Włochy          | 1     | 4      | 1    | 6     |
| 4   | Rumunia         | 1     | 1      | 2    | 4     |
| 5   | Niemcy          | 1     | 0      | 2    | 3     |
| 6   | Estonia         | 1     | 0      | 0    | 1     |
| 7   | Węgry           | 0     | 1      | 1    | 2     |
| 8   | Szwajcaria      | 0     | 1      | 0    | 1     |
| 9   | Ukraina         | 0     | 0      | 4    | 4     |
| 10  | Polska          | 0     | 0      | 1    | 1     |
| 10  | Wielka Brytania | 0     | 0      | 1    | 1     |

## Medaliści

### Mężczyźni
| Złoto                                                                               | Srebro                                                                     | Brąz                                                                                      | Źródło |
| Floret                                                                              |                                                                            |                                                                                           |        |
| Timur Safin                                                                         | Erwann Le Péchoux                                                          | Giorgio Avola Andre Sanita                                                                | [ 1 ]  |
| Rosja · Timur Safin · Aleksiej Czeriemisinow · Artur Achmatchuzin · Dmitrij Rigin   | Włochy · Giorgio Avola · Andrea Baldini · Andrea Cassarà · Daniele Garozzo | Wielka Brytania · James-Andrew Davis · Laurence Halsted · Richard Kruse · Marcus Mepstead | [ 2 ]  |
| Szpada                                                                              |                                                                            |                                                                                           |        |
| Yannick Borel                                                                       | Max Heinzer                                                                | Jean-Michel Lucenay Bohdan Nikiszyn                                                       | [ 3 ]  |
| Francja · Yannick Borel · Gauthier Grumier · Daniel Jérent · Jean-Michel Lucenay    | Włochy · Lorenzo Buzzi · Enrico Garozzo · Paolo Pizzo · Andrea Santarelli  | Ukraina · Anatolij Herej · Dmytro Kariuczenko · Maksym Chworost · Bohdan Nikiszyn         | [ 4 ]  |
| Szabla                                                                              |                                                                            |                                                                                           |        |
| Benedikt Wagner                                                                     | Vincent Anstett                                                            | Kamil Ibragimow Aleksiej Jakimienko                                                       | [ 5 ]  |
| Rosja · Dmitrij Danilenko · Kamil Ibragimow · Nikołaj Kowalow · Aleksiej Jakimienko | Włochy · Enrico Berrè · Luca Curatoli · Diego Occhiuzzi · Luigi Samele     | Rumunia · Alin Badea · Tiberiu Dolniceanu · Ciprian Gălățanu · Iulian Teodosiu            | [ 6 ]  |

### Kobiety
| Złoto                                                                                    | Srebro                                                                                              | Brąz                                                                             | Źródło |
| Floret                                                                                   | |                                                                                  |        |
| Arianna Errigo                                                                           | Aida Szanajewa                                                                                      | Łarisa Korobiejnikowa Carolin Golubytskyi                                        | [ 7 ]  |
| Rosja · Inna Dierigłazowa · Łarisa Korobiejnikowa · Aida Szanajewa · Adelina Zagidullina | Włochy · Martina Batini · Arianna Errigo · Elisa Di Francisca · Alice Volpi                         | Francja · Astrid Guyart · Jeromine Mpah-Njanga · Pauline Ranvier · Ysaora Thibus | [ 8 ]  |
| Szpada                                                                                   | |                                                                                  |        |
| Simona Gherman                                                                           | Ana Maria Brânză                                                                                    | Renata Knapik-Miazga Emese Szász                                                 | [ 9 ]  |
| Estonia · Irina Embrich · Erika Kirpu · Julia Beljajeva · Kristina Kuusk                 | Francja · Marie-Florence Candassamy · Joséphine Jacques-André-Coquin · Auriane Mallo · Lauren Rembi | Rumunia · Loredana Dinu · Simona Gherman · Simona Pop · Ana Maria Popescu        | [ 10 ] |
| Szabla                                                                                   | |                                                                                  |        |
| Sofja Wielika                                                                            | Anna Márton                                                                                         | Olha Charłan Charlotte Lembach                                                   | [ 11 ] |
| Rosja · Jekatierina Djaczenko · Jana Jegorian · Julija Gawriłowa · Sofja Wielika         | Francja · Cécilia Berder · Saoussen Boudiaf · Manon Brunet · Charlotte Lembach                      | Ukraina · Olha Charłan · Alina Komaszczuk · Ołena Krawaćka · Ołena Woronina      | [ 12 ] |